# William Robert Ware
William Robert Ware (Cambridge (Massachusetts), 27 maggio 1832 – 9 giugno 1915) è stato un architetto e scrittore statunitense, fondatore di due importanti scuole per architetti americane.

## Biografia
Nato da una famiglia del clero "unitario", Ware ricevette la sua istruzione professionale alla Milton Academy nell'Harvard College e nella Lawrence Scientific School di Harvard. Nel 1859 cominciò a lavorare per Richard Morris Hunt, fondatore della prima scuola di architettura americana e dell'AIA. Subito dopo Ware formò un'associazione con l'ingegnere civile Edward S. Philbrick, la Philbrick and Ware; con lui progettò la Swedenborgian Hight Street Church a Brookline (Massachusetts).

## Opere della Ware & Van Brunt

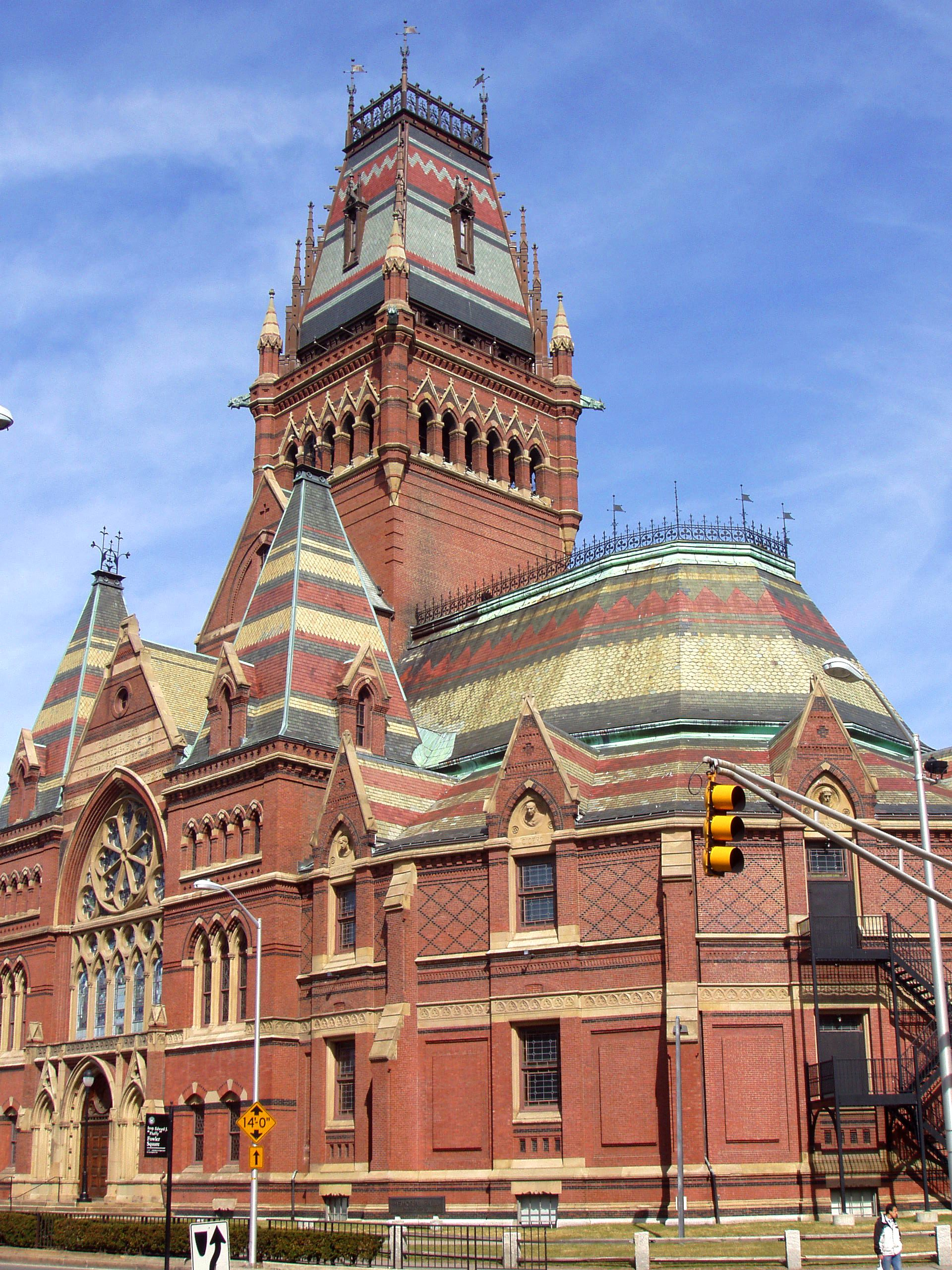
Il Memorial Hall di Harvard

Nel 1864 Ware si mise in società con il laureato ad Harvard Henry Van Brunt per formare la Ware & Van Brunt.
Questa una lista delle loro opere principali.
- 1867 — Ether Monument, nei Boston Public Garden, con lo scultore J.Q.A. Ward
- 1867 — First Church, Boston, Massachusetts
- 1868 — La Memorial Chapel di St. John nella Episcopal Divinity School, Cambridge, Massachusetts City of Cambridge, su cambridgema.gov (archiviato dall'url originale il 2 dicembre 2008).
- 1869 — Adams Academy, ora il Quincy Historical Society, Quincy, Massachusetts
- 1870 — Memorial Hall (Harvard University), Cambridge, Massachusetts, continuamente ridisegnato fino al 1897
- 1870 — Aumento alla Harvard Hall, Harvard University, Cambridge, Massachusetts
- 1870 — Weld Hall, Harvard University
- 1872 — La tomba di Charles Freeland , Mount Auburn Cemetery, Cambridge
- 1873 — Lawrence Hall, Episcopal Divinity School, Cambridge, espansa 1880
- 1875 — Aumento al Gore Hall, Harvard University, Cambridge, Massachusetts (demolished)
- 1875 — Walter Hunnewell house, Hunnewell estate, Wellesley (Massachusetts) (dopo West Needham)
- 1881 — Yorktown Memorial, Yorktown (Virginia),The Yorktown memorial: il monumento che è stato ertto sopra il campo di battaglia. New York Times, Agosto 11, 1881. p. 5. U.S. National Park Service, su nps.gov. con lo scultore J.Q.A. Ward
- 1881 — Music Hall, Wellesley College, Massachusetts